# دیوید لی (بازیکن والیبال)
دیوید کامرون لی (انگلیسی: David Cameron Lee (volleyball)؛ زادهٔ ۸ مارس ۱۹۸۲) بازیکن والیبال اهل آمریکا، عضو و کاپیتان تیم ملی والیبال ایالات متحده آمریکا و باشگاه لوکوموتیو نووسیبیرسک است. لی در المپیک تابستانی ۲۰۰۸ با آمریکا به مدال طلا دست یافت و در المپیک ریو ۲۰۱۶ نیز مدال برنز را به گردن آویخت.